# تپه تازه شهر
تپه تازه شهر مربوط به سده‌های ۶ تا ۸ و ۱۰ تا ۱۲ ه.ق است و در شهرستان سلماس، بخش مرکزی، غرب شهر تازه شهر سلماس واقع شده و این اثر در تاریخ ۷ اسفند ۱۳۸۵ با شمارهٔ ثبت ۱۷۶۸۷ به‌عنوان یکی از آثار ملی ایران به ثبت رسیده است.